# Jekelfalva
Jekelfalva (szlovákul: Jaklovce) falu Szlovákiában, a Kassai kerület Gölnicbányai járásában.

## Fekvése
Gölnicbányától 5 km-re északkeletre, a Gölnic-patak partján fekszik, az 546-os és 547-es utak kereszteződésénél. Eperjestől 23 km-re délnyugatra, Kassától 26 km-re északnyugatra, a Gölnic-patak Hernádba torkollásánál található.

## Nevének eredete
A falu egykori birtokosáról, Jekel gölnici comesről kapta a nevét, aki 1282-ben kapta a királytól az akkor még lakatlan erdőt.

## Története

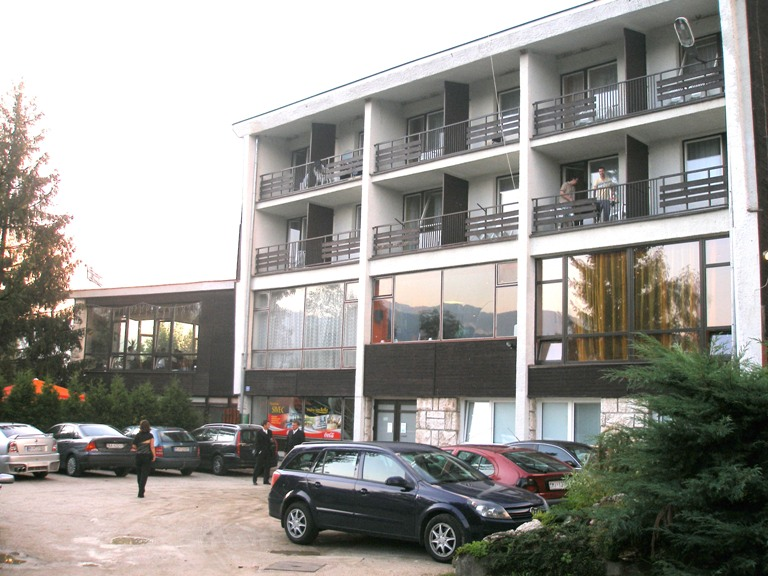
Hotel Sivec

1292-ben említik először. 1328-ból egy birtokmegosztás vonatkozik rá. 1344-ben „villa Jekel” néven említik. 1409-ben Jekelfalvai Fyas Lőrinc özvegye, mint felperes és fia Jankow, mint alperes szerepel, amikor is határbejárást végeztek. 1414-ben és 1415-ben szintén Lőrinc fiai János és Miklós, mint alperesek szerepelnek, amikor is Jekelfalvai Mátyás fia Péter feleségének, Annának járó birtokait voltak kötelesek megadni. Hasonló ügyben szerepelnek 1417-ben, és zálogosításban 1418-ban. 1423-ban az említett testvérek új adományt nyertek Jekelfalvára és Szentmargitára. 1460-tól a Szapolyaiak birtoka, később a Thurzóké. A 16. században evangélikus szász lakosait kitelepítették és katolikus szlovákokkal telepítették be. 1636-tól a Csáky család tulajdonában találjuk.
1773-ban Jekelfalva, Jeckelsdorf, Jaklowcze; 1786-ban Jeklsdorf, Jekelfalwa, Jaklowce nevei használatosak.
A 18. század végén Vályi András így ír róla: „JEKELFALVA. Jaklovcze. Jekelsdorf. Elegyes falu Szepes Várm. földes Ura Jekelfalusy Uraság, lakosai katolikusok, fekszik Gölnitz vize mellett, javai középszerűek.”
1808-ban Jekelfalva, Jekelsdorf, Jaklowce neveken említik.
Fényes Elek 1851-ben kiadott geográfiai szótárában így ír a faluról: „Jékelfalva, (Jaklowce) tót falu, Szepes vmegyében, Gölniczhez északra egy órányira: 982 kath. lak. Kat. paroch. templom. Több olvasztóház és hámora a Gölnicz vizénél. Vasbányák. Vendégfogadó. Első birtokosa ezen falunak, melly 1284-ben állott össze, bizonyos Hekkul nevü vala Gölniczbányából, ősatyja a Jékelfalusy nemzetségnek, melly most is birja. Ut. p. Lőcse.”
1863, 1907–1913-ban Jekelfalva, 1873–1877 között Jékelfalu, 1882–1902 között Jekelfalu, 1920-ban Jakľovce, 1927-ben pedig Jaklovce néven szerepelt. A trianoni diktátumig Szepes vármegye Gölnicbányai járásához tartozott.

## Népessége
| Év:            | 1994. | 2004.   | 2014.   | 2024.   |
| -------------- | ----- | ------- | ------- | ------- |
| Emberek száma: | 1957  | 1972    | 1905    | 1802    |
| Eltérés:       |       | +0,76 % | -3,39 % | -5,40 % |

| Év:            | 2023. | 2024.   |
| -------------- | ----- | ------- |
| Emberek száma: | 1812  | 1802    |
| Eltérés:       |       | -0,55 % |

1910-ben 1073, túlnyomórészt szlovák lakosa volt.
2001-ben 1958 lakosából 1921 szlovák volt.
2011-ben 1885 lakosából 1721 szlovák.

## Neves személyek
- Itt született 1889. augusztus 15-én Andrasovszky József botanikus.

## Nevezetességei
- Páduai Szent Antal tiszteletére szentelt római katolikus temploma 1397-ben épült gótikus stílusban.
- A Szent János kápolna a 18. században épült.